# Johan Fredrik Boy
Johan Fredrik Boy, född 12 juni 1786 på Kyleberg i Svanshals socken, död 6 oktober 1861 i Linköping, var en svensk militär. Han var far till Frithiof Boy.

## Biografi
Johan Fredrik Boy var son till major Adolf Fredrik Boij och Ulrika Albertina Bergenstråhle. Han blev förare på stat 1787, fänrik vid änkedrottningens livregemente 1789, kadett vid Krigsakademien på Karlberg 1796 och utexaminerades 1801. Boy transporterades som underlöjtnant till Göta artilleriregemente 1801, befordrades till löjtnant 1808, blev kapten i armén samma år, major vid Jönköpings regemente 1811, överadjutant hos Karl XIII 1813 samt överstelöjtnant vid Skaraborgs regemente och i Generalstaben samma år. Han deltog med utmärkelse i krigen 1805–1807, 1808–1809 och 1813–1814. Boy adlades 1818 och introducerades på riddarhuset 1822. Han blev överste i Generalstaben 1821, var överste och chef för Jämtlands regemente 1824–1844, blev 1825 vice landshövding i Jämtlands län och var generaladjutant 1828–1858. Boy befordrades till generalmajor 1843, var överste och sekundchef för Andra livgrenadjärregementet 1844–1853 och generalbefälhavare i 2. militärdistriktet 1853–1858. Han befordrades till generallöjtnant 1858. Boy invaldes som ledamot av Krigsvetenskapsakademien 1814. Han blev riddare av Svärdsorden 1808, kommendör av Svärdsorden 1839, kommendör med stort kors av Svärdsorden 1850 och tilldelades Karl XIV Johans medalj 1855.